# Танни (станция метро)
«Танни» (кор. 당리역) — подземная станция Пусанского метро на Первой линии. Она представлена двумя боковыми платформами. Станция обслуживается Пусанской транспортной корпорацией. Расположена в квартале Танни-дон муниципального района Сахагу Пусана (Республика Корея). На станции установлены платформенные раздвижные двери.
Станция была открыта 23 июня 1994 года.
Открытие станции было совмещено с открытием участка 4-й очереди Первой линии длиной 6,4 км и ещё 5 станций: «Синпхён», «Хадан», «Саха», «Кведжон» и «Тэтхи».